# Granby (Connecticut)
Granby – miasto w Stanach Zjednoczonych, w stanie Connecticut, w hrabstwie Hartford.